# Henrykowo (powiat lidzbarski)

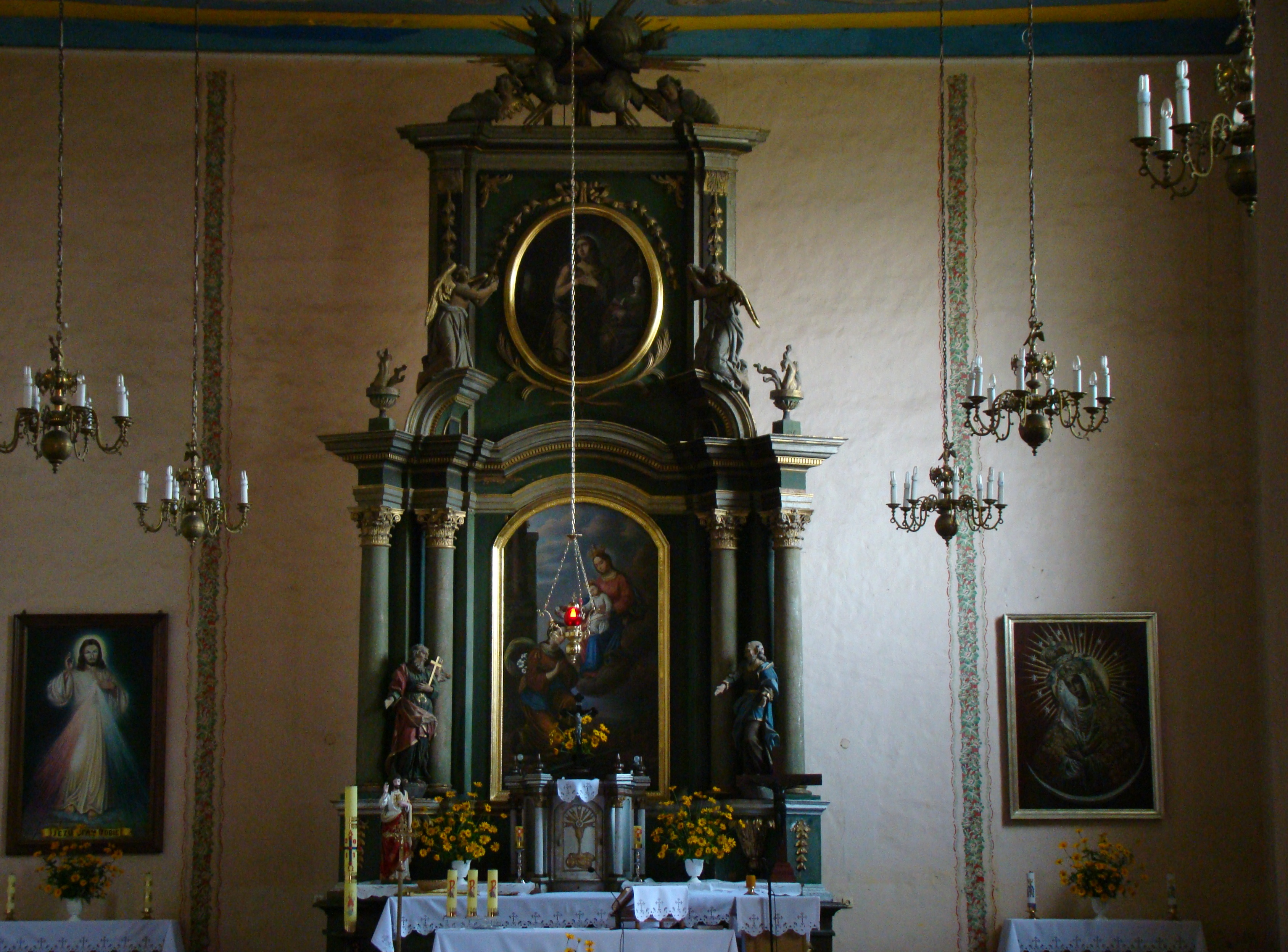
Ołtarz w kościele św. Katarzyny.

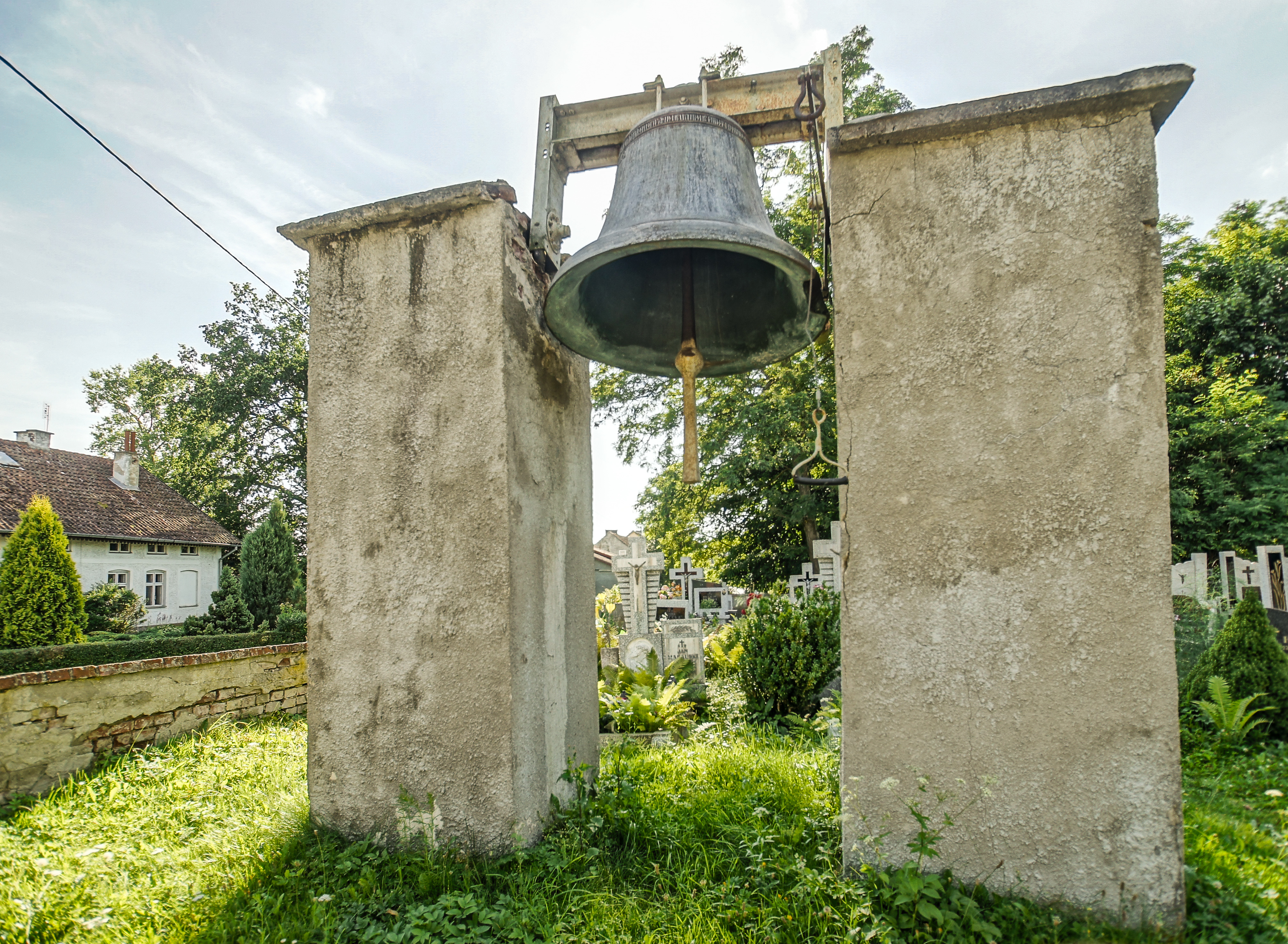
Dzwonnica przykościelna.

Henrykowo (niem. Heinrikau) – wieś w Polsce położona w województwie warmińsko-mazurskim, w powiecie lidzbarskim, w gminie Orneta.
W latach 1954–1959 wieś należała i była siedzibą władz gromady Henrykowo, po jej zniesieniu w gromadzie Orneta. W latach 1975–1998 miejscowość administracyjnie należała do województwa elbląskiego. Wieś znajduje się w historycznym regionie Warmia. W 1973 miejscowość należała do powiatu braniewskiego.
Przez miejscowość przebiega droga wojewódzka nr 507.

## Historia
Wieś założona została około 1304 najprawdopodobniej przez Henryka Laberyka i wymieniana była już z kościołem roku 1312 i 1316. Ponownej lokacji w roku 1326 na obszarze 113 włók, położonych na polach Rudicus, Glebisken i Comainen w komornictwie melzackim, dokonała kapituła warmińska. Sześć włók przeznaczono na uposażenie kościoła, 11 włók nadano zasadźcy. Sołtys Henryk Labenyk odsprzedał sołectwo niejakiemu Gerardowi i popuścił wieś. Kapituła zmniejszyła obszar wsi o trzy włoki i znacznie obniżyła czynsz, natomiast nowemu sołtysowi nadano karczmę i młyn w zamian za roczny czynsz w wysokości 2,5 grzywny. Nowy przywilej lokacyjny wystawiono 28 października 1326 r. W 1430 r. gmina wiejska odkupiła od kapituły młyn, znajdujący się w pobliżu wsi za sumę 100 grzywien oraz pół włoki za 12 grzywien. W 1547 roku wspomniana karczma ponownie była własnością kapituły.
Wieś została zniszczona w czasie wojny głodowej i wojny trzynastoletniej.
W roku 1656 w Henrykowie użytkowane było 107 włók. W tym roku było tu trzech sołtysów, 23 gospodarstwa chłopskie i kilku zagrodników, karczmarz i młynarz. 6 włók należało do plebana.
W 1783 r. Henrykowo było wsią królewską, z kościołem i młynem, liczyło 69 domów. W 1784 r. w wyniku pożaru plebanii spaliły się liczne dokumenty parafialne. W 1820 r. we wsi było 61 domów z 465 mieszkańcami. W 1900 r. wieś obejmowała 1936,4 ha ziemi a w 1905–1937,4 ha i zamieszkiwało ją 857 osób.
W 1939 r. we wsi odnotowano 188 gospodarstw domowych z 798 mieszkańcami, z których 553 utrzymywało się z rolnictwa i leśnictwa, 86 z pracy w przemyśle i rzemiośle, a 45 z pracy w handlu i komunikacji. W tym czasie we wsi było 12 gospodarstw rolnych o areale w przedziale 0,5-5 ha, 25 gospodarujących na areale 5–10 ha, 12 o powierzchni 10–20 ha, 25 gospodarujących na areale 20–100 ha i dwa gospodarstwa o powierzchni powyżej 100 ha.

## Kościół
Kościół w Henrykowie wymieniany jest w dokumentach już w 1312 i 1316 r. Obecny kościół był wybudowany w drugiej połowie XIV wieku. W roku 1444 został zniszczony w pożarze. Kościół pw. św. Katarzyny był odbudowany i ponownie konsekrowany w 1501 r. Drewnianą wieżę wymieniono na murowaną latach 1710–1715. Odnawiany był w latach 1721, 1795, 1886 (wykonano nadbudowę szczytu wschodniego) i w roku 1960. Ten ostatni remont związany był z usuwaniem skutków zniszczeń z 1945 roku (pociski artyleryjskie zniszczyły wieżę). W 1960 r. kościół odnowiono i wyremontowano.
Jest to kościół salowy z gotycką zakrystią od północy (dobudowana w 1724 r.) i barokową kruchtą od południa. Schodkowy szczyt wschodni tylko we fragmentach zachował gotycki charakter. Wnętrze nakryte stropem z neobarokową polichromią, wykonaną przez Jana Strunge z Reszla w 1850 r.
Ołtarz główny z około 1800 wykonany w pracowni Christiana Beniamina Szultza. Ołtarz ten i ołtarze boczne poświęcone były w 1805 przez biskupa pomocniczego Andrzeja von Hattena.
W ołtarzu głównym znajdują się obrazy J. Pipera: "Koronacja św. Katarzyny, św. Maria Magdalena, św. Józef z Dzieciątkiem. W kościele znajduje się klasycystyczna ambona z około 1800 roku oraz znacznie starsza granitowa chrzcielnica. W kościele znajdują się także barokowe obrazy m.in. Zdjęcie z Krzyża oraz św. Antoni uzdrawiający chorego z autoportretem wykonawcy Piotra Kolberga. Na uwagę zasługuje tu barokowy krucyfiks z około 1700 roku oraz gotycki kielich z XV w.

## Demografia
W roku 1783 było tu 87 domów.
Liczba mieszkańców kształtowała się następująco: w roku 1818 - 465 osób, w 1939 - 798, w 1999 - 430.

## Ludzie związani z miejscowością
- W Henrykowie urodził się teolog Bernhard Poschmann (1878-1955).